# Rances (Aube)
Rances ist eine französische Gemeinde mit 46 Einwohnern (Stand 1. Januar 2022) im Département Aube in der Region Grand Est; sie gehört zum Arrondissement Bar-sur-Aube und zum Kanton Brienne-le-Château.

## Geografie
Die Gemeinde liegt in der Champagne, auf halber Strecke zwischen Paris und Nancy. Durch das Gemeindegebiet fließt der Fluss Voire sowie sein Zufluss Brevonne.

## Bevölkerungsentwicklung
| Jahr      | 1962 | 1968 | 1975 | 1982 | 1990 | 1999 | 2008 | 2016 |
| Einwohner | 81   | 81   | 61   | 46   | 43   | 40   | 45   | 44   |

## Sehenswürdigkeiten

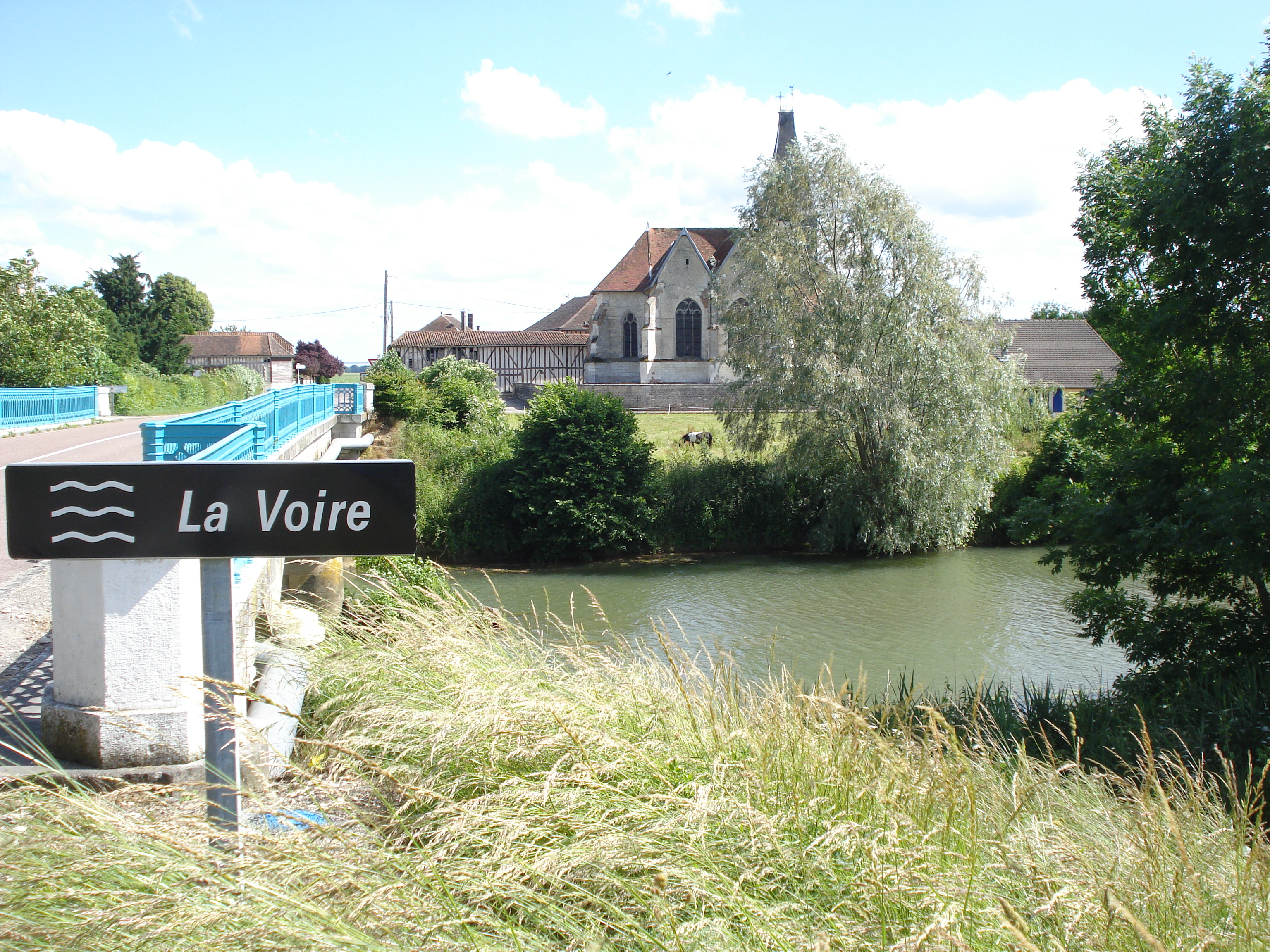
Kirche Nativité-de-la-Sainte-Vierge

- Kirche Nativité-de-la-Sainte-Vierge (Mariä Geburt)